# Petra Magoni
 (février 2022).
Si vous disposez d'ouvrages ou d'articles de référence ou si vous connaissez des sites web de qualité traitant du thème abordé ici, merci de compléter l'article en donnant les références utiles à sa vérifiabilité et en les liant à la section « Notes et références ».

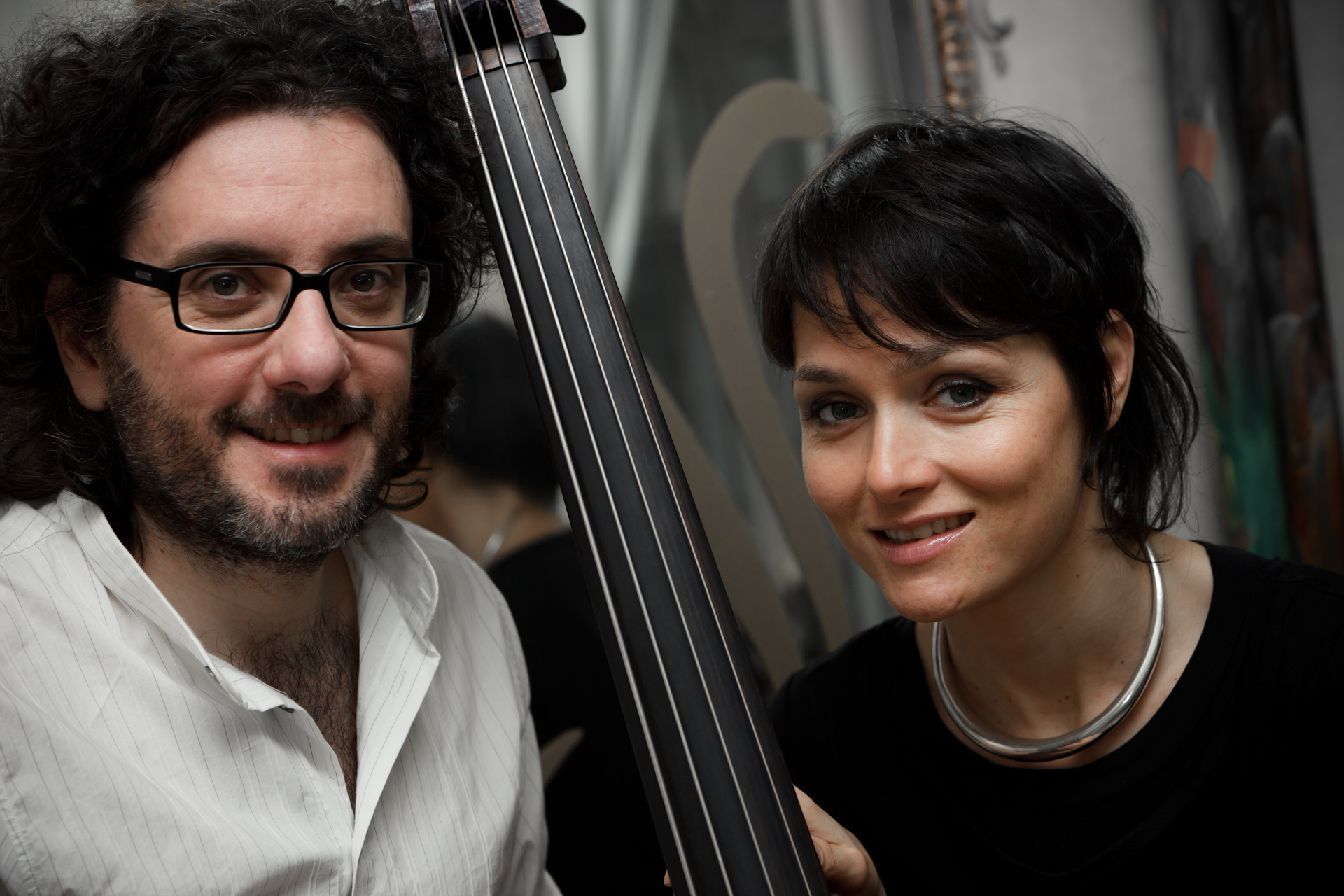
Petra Magoni et Ferruccio Spinetti en 2011.

Petra Magoni est une chanteuse italienne née à Pise le 28 juillet 1972.

## Biographie
Petra Magoni a commencé le chant dans une chorale et s'est perfectionnée en musique ancienne avec Alan Curtis au conservatoire de Livourne puis en musique sacrée à l' Istitituto Pontificio di Musica Sacra de Milan et suivi plusieurs stages d'improvisation, de chant harmonique et diphonique, et d'ensembles vocaux. Elle commence sa carrière dans la musique ancienne et l'opéra avec la Compagnie du Théâtre Verdi de Pise et chante dans le groupe de Pise Senza freni, avec qui elle participe en 1995 à l' « Arezzo Wave ».
En 1996 et 1997 elle participe au Festival de Sanremo, avec les chansons E ci sei et Voglio un Dio.
Elle collabore avec le rappeur Stiv, avec des groupes underground (Les Anarchistes, Germinale) et des musiciens de jazz : Antonello Salis, Ares Tavolazzi et le pianiste Stefano Bollani son mari.

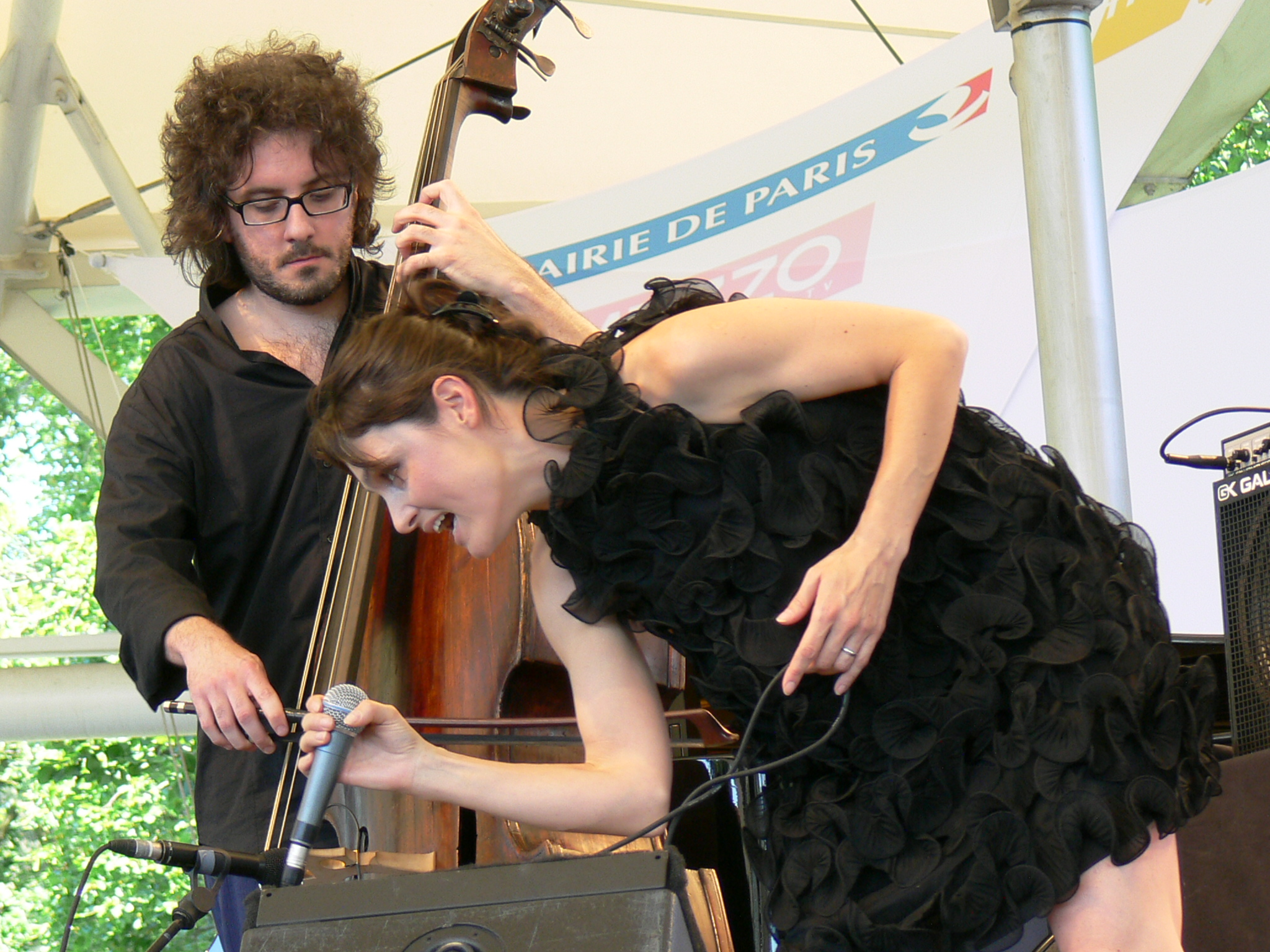
Petra Magoni et Ferruccio Spinetti au Paris Jazz Festival le 10 juin 2006

Sous le pseudonyme Artepal elle est auteur-compositeur de dance (Don't give up a été utilisée pour une publicité pour Sasch), en tant qu'auteur et interprète. Elle sort un premier album éponyme Petra Magoni (1996) et un second, Mulini a vento (1997), puis un album sous le pseudonyme Sweet Anima en 2000, avec des chansons en anglais écrites par Lucio Battisti et avec Giampaolo Antoni sous le pseudonyme Aromatic l'album electro-pop Still Alive (2004).
Elle forme le duo Musica Nuda avec Ferruccio Spinetti, ancien contrebassiste jazz du groupe Avion Travel . Ce duo, sous le label Bonsaï Music  a sorti cinq albums de reprises de chansons pop : Musica nuda (en 2004) et Musica nuda 2 (en 2006), Musica Nuda Live à Fip (2007), Quam Dilecta (non publié en France) et le dernier 55/21, sorti en 2008 chez Blue Note.
En 2006 le groupe remporte le prix Targa Tenco des meilleurs interprètes et un PIMI (Premio Italiano Musica Indipendente) de la meilleure tournée.
En décembre 2006, Petra Magoni sort Quam Dilecta, un EP de musique sacrée enregistré à l'église Saint-Nicolas de Pise.